# Hermógenes Pérez de Arce Ibieta
Hermógenes Pérez de Arce Ibieta (Santiago, Chile; 10 de enero de 1936) es un abogado y periodista chileno. Ha ejercido como columnista, político y profesor universitario. Es conocido por su apoyo público a la dictadura militar encabezada por Augusto Pinochet.

## Biografía
Es hijo de Jorge Pérez de Arce Plummer y María Ibieta Egaña. Pertenece a la Familia Edwards por parte materna. Su bisabuelo Hermógenes Pérez de Arce Lopetegui fue uno de los primeros redactores del diario El Mercurio, el mismo en el que él escribiría con posterioridad. 
Tras egresar del Saint George's College, estudió derecho en la Universidad de Chile, jurando en 1959 como abogado. Además, obtuvo postítulo en Economía en la Pontificia Universidad Católica de Chile. 
En 1966, el Colegio de Periodistas de Chile le otorgó el registro número 900 como reconocimiento, a pesar de no haber estudiado periodismo. 
Ha ejercido como profesor de derecho y de economía en la Universidad de Chile y en la Universidad de Los Andes.

### Matrimonio e hijos
Está casado con María Soledad Vial Valdés y tiene cuatro hijos: Hermógenes, Cristián, Felipe y Pablo Pérez de Arce Vial.[cita requerida]

## Actividad política
Ingresó al Partido Nacional en 1972, siendo electo diputado por Santiago (primer distrito) por la 7ª agrupación departamental en las elecciones parlamentarias de 1973. Fue uno de los firmantes del Acuerdo de la Cámara del 22 de agosto de 1973.
Luego del golpe de Estado el 11 de septiembre de ese año, al igual que el resto de los parlamentarios, fue exonerado de sus funciones, al ser disuelto el Congreso mediante el Decreto Ley N.° 27 de la Junta Militar. Posteriormente prestaría cooperación con las comisiones legislativas de la Junta.
En las elecciones parlamentarias de 1989 fue candidato a senador por Santiago Oriente, como independiente dentro del pacto Democracia y Progreso, sin ser electo. En la circunscripción fueron elegidos su compañero de lista, Sebastián Piñera (RN), y el candidato del PDC, Eduardo Frei Ruiz-Tagle.
Desde 2019 milita en el partido político en formación Fuerza Nacional, de extrema derecha.
En mayo de 2021, Fuerza Nacional anunció la candidatura presidencial de Pérez de Arce para las elecciones presidenciales de ese año, aún no siendo constituido legalmente dicho partido ante el Servel.
En la actualidad, es militante del Partido Nacional Libertario.

## Trabajo en medios de comunicación

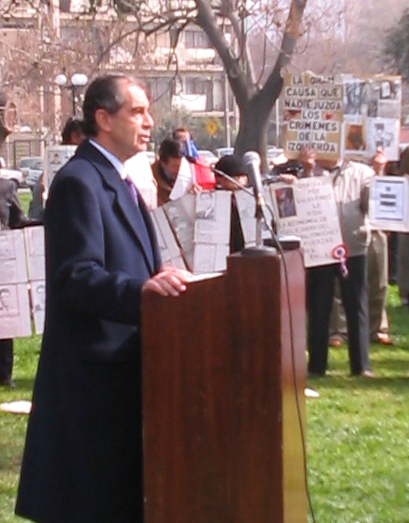
Durante un acto público en 2006.

De tendencia derechista, se volvió conocido por las polémicas posiciones que expone en sus artículos, especialmente desde el diario El Mercurio, del cual fue columnista desde 1962 hasta el 31 de diciembre de 2008. Desde 1982 hasta su salida del periódico publicó una columna los días miércoles, dedicándose principalmente desde el regreso a la democracia a defender a Augusto Pinochet, especialmente durante su detención en Londres, constituyéndose en líder para los adherentes del militar.[cita requerida]
Además, cofundó la revista Qué Pasa en 1971, y fue director del diario La Segunda entre 1976 y 1981; también fue comentarista radial en la emisora Agricultura en 1971 y Minería en 1972, y guionista del documental Chile... y su verdad (1977). Entre junio de 1991 y enero de 1992 participó en la Comisión Verdad y Periodismo (1960-1990), organizada por el Colegio de Periodistas para analizar el rol de los medios frente a la problemática de la violación de los derechos humanos en las décadas anteriores.
También ha participado en diversos programas televisivos de tertulia política, como Polos opuestos (Megavisión, 1999), en el que era el anfitrión junto con el entonces secretario general del Partido Socialista, Camilo Escalona.
Desde 2010 mantiene un blog, donde ha continuado escribiendo acerca de política chilena. Por dicho medio aseveró que el entonces Presidente Sebastián Piñera intervino en la elección presidencial de la ANFP de 2010 buscando levantar una candidatura opositora a Harold Mayne-Nicholls.

### Libros publicados
| Título                                               | Año  | ISBN               |
| ---------------------------------------------------- | ---- | ------------------ |
| Trampantojo                                          | 2025 | ISBN 9789567855216 |
| Miserias morales de la chilenidad actual             | 2019 | ISBN 9789567855155 |
| Historia de la revolución militar chilena, 1973-1990 | 2018 | ISBN 9789567855131 |
| El gobierno de Piñera                                | 2014 | ISBN 9567855080    |
| Ni verdad ni reconciliación                          | 2013 | ISBN 9568433422    |
| Confieso que creo en los ovnis                       | 2013 | ISBN 9567855072    |
| El rescate de Pinochet                               | 2012 | ISBN 9789567855063 |
| Programa de gobierno (el verdadero cambio)           | 2009 | ISBN 9789567855056 |
| Autobiografía desautorizada                          | 2009 | ISBN 9789562474917 |
| Terapia para cerebros lavados                        | 2008 | ISBN 9789562395953 |
| Está temblando                                       | 2007 | ISBN 9567855013    |
| Los chilenos en su tinto                             | 2007 | ISBN 9562394905    |
| Contra la corriente                                  | 2005 | ISBN 9567855013    |
| La verdad del juicio a Pinochet                      | 2001 | ISBN 9789567855025 |
| Europa versus Pinochet: indebido proceso             | 1998 | ISBN 9567855005    |
| Sí o No                                              | 1988 | ISBN 9561203285    |
| Detrás de mi columna                                 | 1986 |                    |
| Economía social de mercado                           | 1974 |                    |
| Comentarios escogidos                                | 1973 |                    |
| Visión crítica de Chile                              | 1972 |                    |
| Del error común (tesis)                              | 1961 |                    |

### Participaciones en otros libros
- Historia y Genealogía de la familia Délano en Chile, junto a Marcela Moreno y Patricio Villalobos. Gráfica Andros Ltda. Santiago, Chile 2007.
- Pinochet. Las "incómodas" verdades, Spataro, Mario. Editorial Maye, Santiago de Chile, 2006  ("Consideraciones finales a la edición en castellano: La Persecución Económica contra Augusto Pinochet").
- Conversando con Roberto Kelly V.: recuerdos de una vida, Arancibia Clavel, Patricia. Biblioteca Americana, Santiago de Chile, 2005 (prólogo).
- Destino, García Pinochet, Rodrigo. Edición particular, 2001 (prólogo).
- La derecha desatada, Durruty, Ana Victoria. Editorial Planeta, Santiago de Chile, 1999 (prólogo).
- Augusto Pinochet Ugarte: una visión del hombre. Fundación Pinochet. Editorial Bauhaus, 1995 (prólogo).

## Historial electoral

### Elecciones parlamentarias de 1973
Diputado Primer distrito Metropolitano, Santiago Período 1973-1977 (Fuente: diario El Mercurio, martes 6 de marzo de 1973)

### Elecciones parlamentarias de 1989
Senador por la Circunscripción 8 (Región Metropolitana Oriente)